# 經濟艙
經濟艙（英語：Economy Class），是空中旅行、水上旅行以及鐵道旅行時座位等級最低的一個艙等。相對其餘艙等，經濟艙所配置的設備較為簡易、侷限。普遍而言，由於相對低廉的價位，經濟艙依然是最多人選擇的艙等。

## 鐵路經濟艙

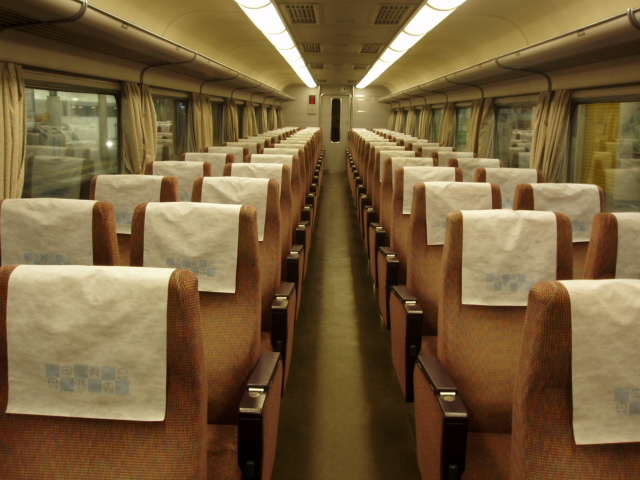
近畿日本鐵道16000系列火車的經濟艙

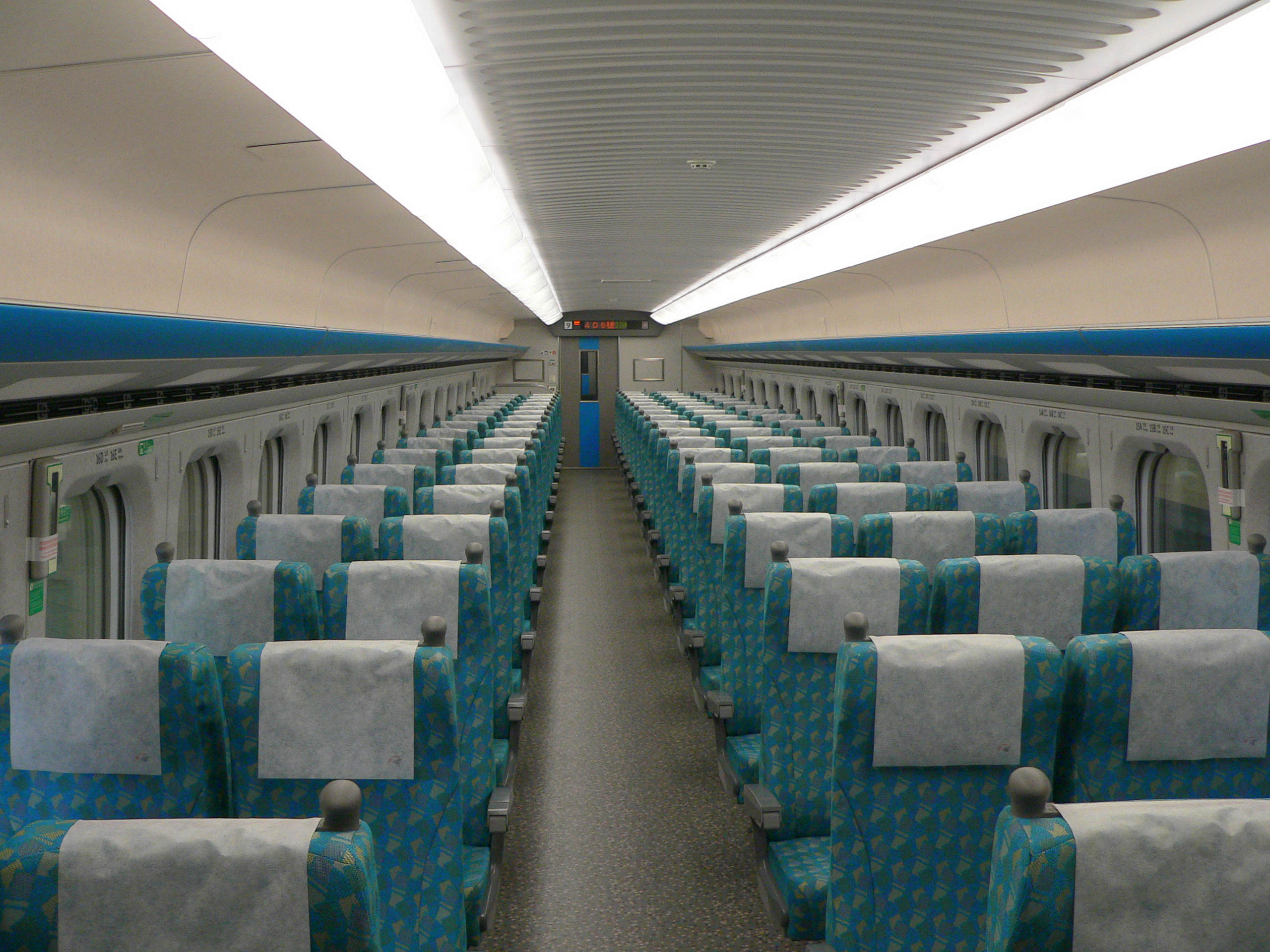
台灣高速鐵路700T型電聯車的標準車廂

某些鐵路公司將他們的经济艙座位改名以方便拓展市場，譬如加拿大VIA鐵路的「舒適艙」（Comfort class），在英國以及愛爾蘭則稱為「二等艙」，中国铁路高速列车的「二等座」以及台灣高鐵的「標準車廂」。
火車的經濟艙通常含有一個座椅，有時還有一個折疊式的餐桌，可當工作檯使用。有些座椅（特別是隔夜的班車）可以向後傾斜，乘客有足夠的腳踏處可方便休息。有時座椅背後會裝設口袋，方便後面的乘客放置一些小物品，如雜誌等。依據不同的車廂隔間，行李可置放在座位上方的置物架或是車廂後端。
北美城間火車的經濟艙設置在普通車廂裡，與其他不同的艙等隔離，也不提供餐點的服務。而英國的城間火車裡會有固定的桌面可供乘客使用，也附有筆記型電腦的插座，甚至是（收費的）無線網路服務。

## 飛機經濟艙

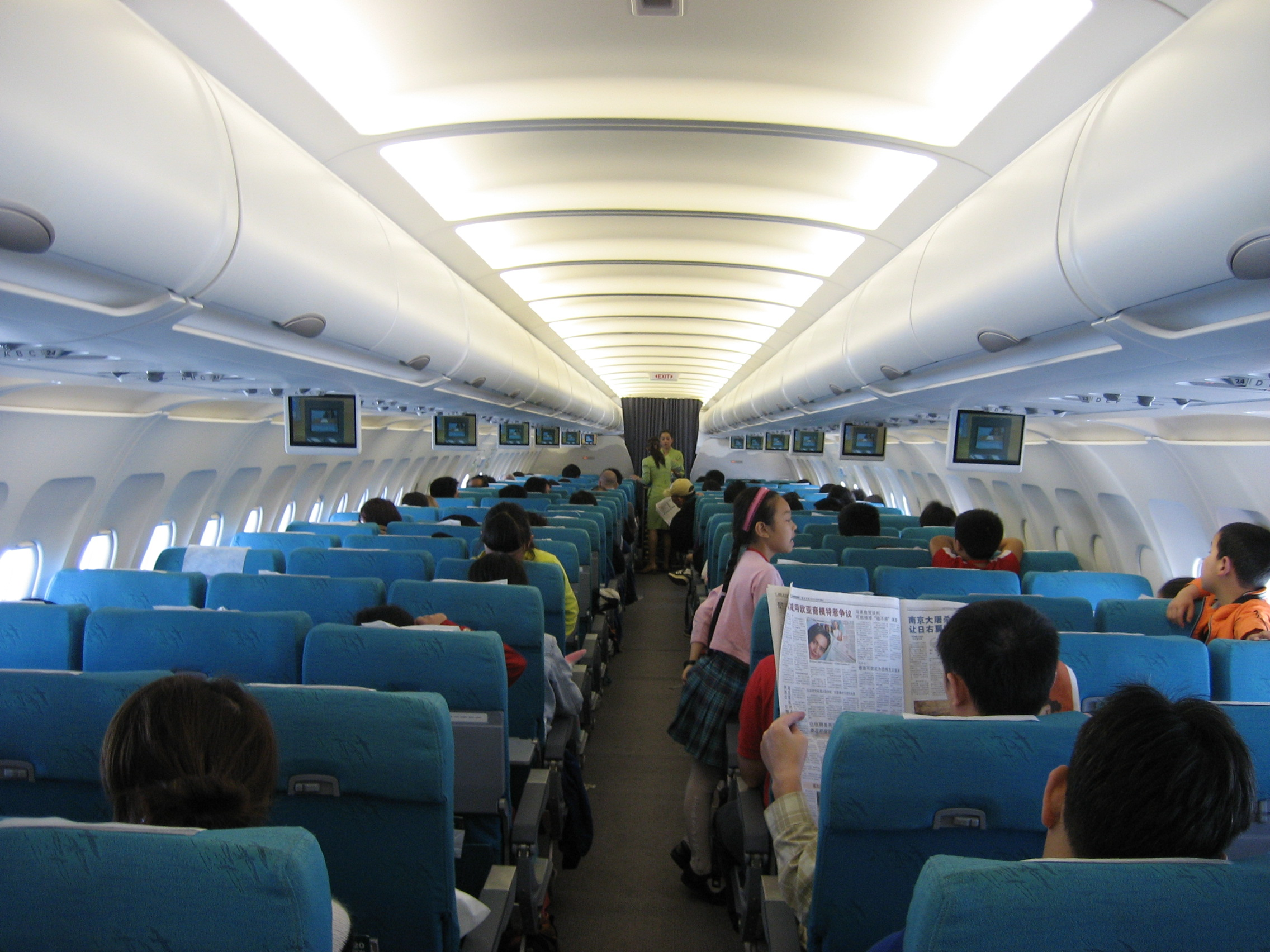
勝安航空空中巴士A320-200的經濟艙

民航飛機的經濟艙前面座椅背後設有一個折疊式的餐桌外，還設有口袋可放置以下物品：
- 嘔吐袋
- 航空雜誌
- 免稅商品目錄
- 安全逃生措施卡

而大部份經濟客位都有一枚專屬的頂燈，方便閱讀；或當因為航程進入大眾睡眠時間，整個機艙都關燈時，這枚專屬的頂燈可以讓有需要的乘客提供照明。大部份的經濟艙座椅間距借用30~32吋之間。
廉價航空公司（下文簡稱廉航）因票價較低廉，只提供經濟艙的座位，座位較擁擠（28~30吋），沒有餐點的服務或是雜誌可供閱讀，知名的公司包含易捷航空、瑞安航空和bmiBaby航空。多數提供包機的航空只有經濟艙的座位，但部分廉航亦提供特殊的座艙，如越洋航空近來開始提供俱樂艙（Club class；與商務艙相當類似）、台灣虎航則提供不同大小的座位（虎舒適：38、43吋，虎快客、虎厝邊：28吋）

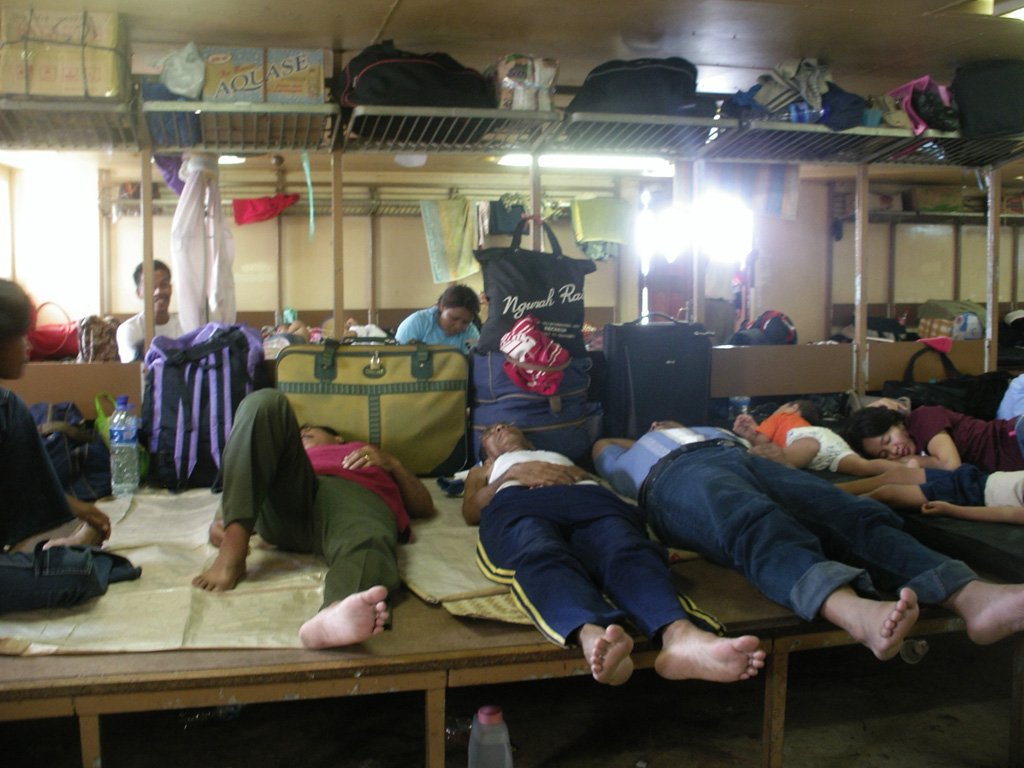
印度尼西亞船隻的經濟艙

另有一些航空公司如長榮航空、中華航空、澳洲航空、國泰航空、MyTravel Airways和聯合航空提供豪華經濟艙(Premium Economy Class)，價錢比一般經濟艙客位貴約10%-125%，但座位的寬度會較闊（38~42吋），兩排座位距離較闊，和座位舒適度較高，從而提高經濟客位的質素。
一些航空業者為了市場之需，會為經濟艙另外命名，如英國航空的「世界旅行家」（World Traveller）、加拿大航空的「好客」（Hospitality/）、菲律賓航空的「喜慶艙」（Fiesta Class；頭等艙的稱呼較常用）、長榮航空的優質經濟艙分別稱為「長榮客艙」和「菁英艙」、智利國家航空的「旅遊者艙」（Tourist Class）、法國航空的「節奏」（Tempo）、以及中華航空的「豪華經濟艙」、「歡樂艙」（happy Class）。

### 總體服務
短距離通常基本服務如下：
- 供應基本膳食
- 飲料免費提供
- 公用機上娛樂系統

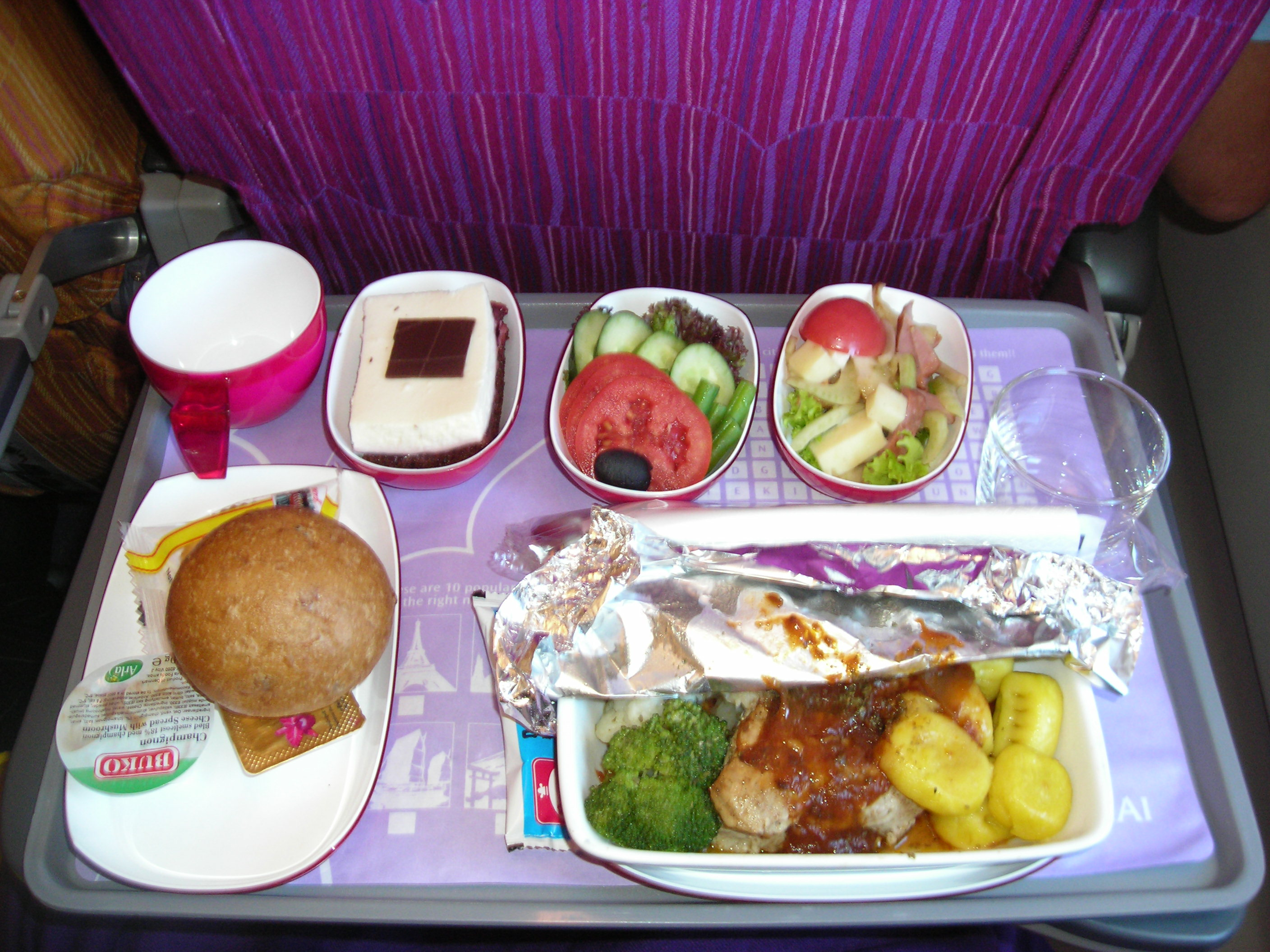
泰國航空經濟艙的餐點

中長距離的国際航線為主的服務如下（並非每家航空公司或每個航線都有）：
- 飲料免費提供（除了阿聯酋國際航空以外，伊斯蘭教諸國的航空業者因為宗教的關係並無提供酒精飲料；此外部份航空公司開始對酒精飲料收取費用）
- 飛機餐的選擇（長程路線會有2、3種選擇（通常有肉料理或魚料理）；亦可在出發前預訂宗教餐、素食或是低卡路里、兒童餐等特殊餐點）
- 提供小食、點心
- 個人用機上娛樂系統
- 的電源插頭
- 枕頭、毛毯的提供
- 小孩玩具的提供
- 機場接送的服務

### 機上娛樂系統

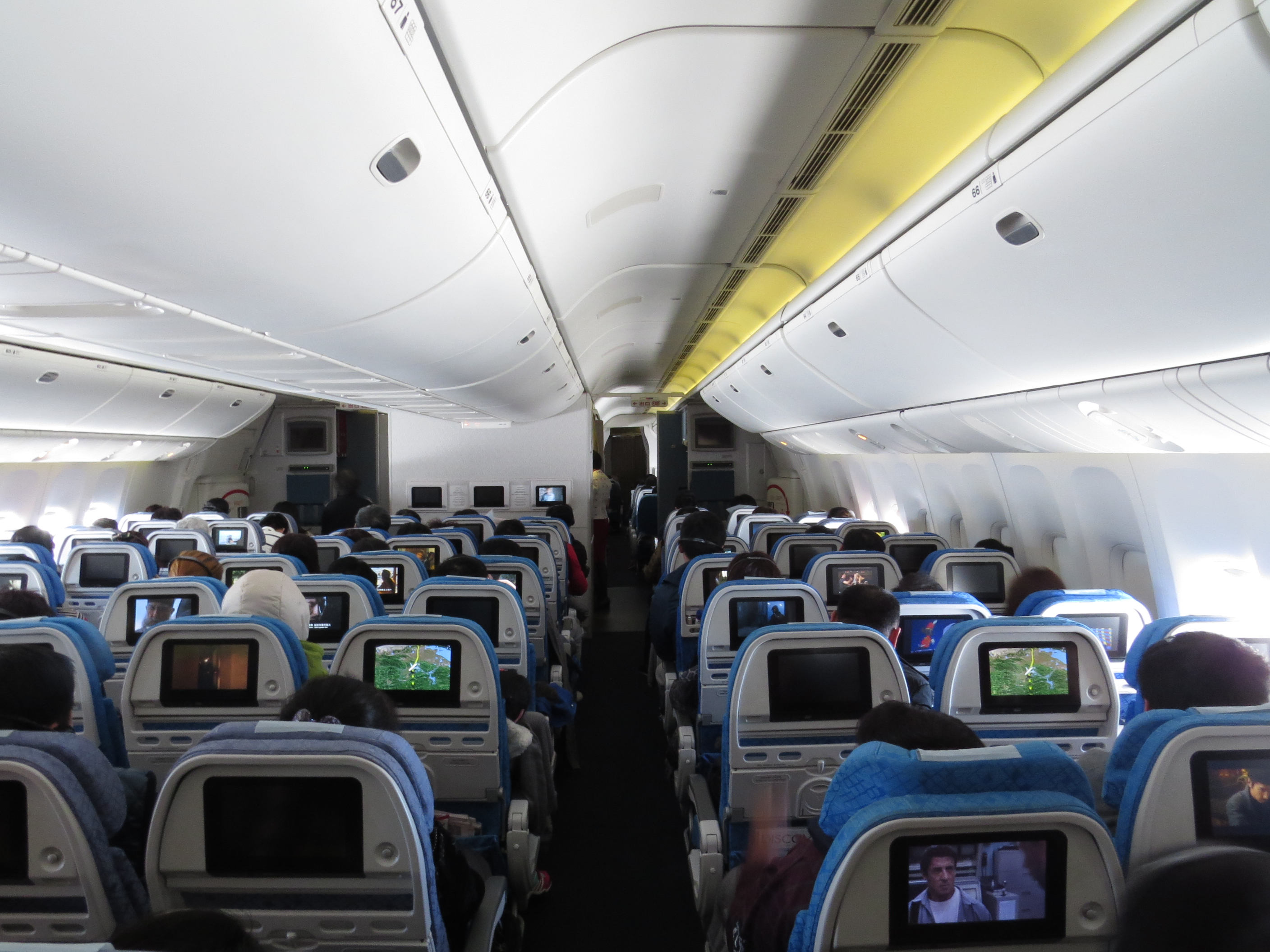
國泰航空波音777-300ER的經濟艙，每個座位設有個人娛樂螢幕

機上娛樂系統相當常見，一些舊式的飛機和大多数使用窄体客机的国内航班會將螢幕設置在天花板或是艙壁，因此所有的乘客都只能看同一部影片。如果每個座位都有設置螢幕，螢幕大小會比頭等艙或商務艙來的小，頻道也可能較少。有些航班上，乘客必須自行購買耳機，經常被稱為「娛樂費」，因為航空公司為了衛生之虞而不重複使用回收後的耳機。免費提供耳機的航空公司則鼓勵旅客下機時帶走耳機，以便在下次搭乘時重複使用。某些航班上，耳機會與耳塞、眼罩等裝在一起發放。

### 餐點
經濟艙的航機餐點，會依據航程的長短，和航機飛行時正值那個進餐時段，而大致上分為早餐、午餐、晚餐、輕食及小食等種類。通常主菜有兩至三個選擇，而形式上多以預製的食品包為主，伴有餐飲、少量前菜和甜品。有時經濟艙被貶稱為「牛艙」，意思是指長程飛行出餐（經常是素食）的次數較多。許多短程的航線為了減低成本而停止供應餐點，只提供軟性飲料和小食（例如精製點心、椒鹽卷餅或花生）。還有許多航空（特別是廉價航空公司）甚至是採販賣的方式販售食品和特別飲料。
各家航空餐點的品質略有不同，不過許多航空公司有推出一些特別的餐點供乘客選擇，如素食餐、宗教餐或是異國料理，乘客可在出發前先預訂好。一般來說，美國國內線的餐點品質相當的低，就像減少體重餐一樣，常被拿來當作茶餘飯後的笑話。
由於美國國內線的班機停止免费提供餐點，一些機場的販賣部開始供應餐盒方便旅客帶上機。

## 另見
- 頭等艙
- 商務艙
- 優質經濟艙
- 貨艙
- 經濟艙症候群：深靜脈血栓（Deep Venous Thrombosis）

## 外部連結
- 經濟艙旅行家